# Jewel Cave National Monument
Das Jewel Cave National Monument mit der Jewel Cave (dt.: Juwelenhöhle) ist die fünftgrößte Höhle der Welt mit über 353 km kartografierten Gängen (Stand: Januar 2024). Sie liegt in den Black Hills ca. 13 Meilen westlich von Custer im Custer County in South Dakota. Sie wurde 1900 entdeckt und 1908 als National Monument unter Schutz gestellt. Teile der Höhle sind für Besucher erschlossen. Betreut wird sie vom National Park Service.

## Geschichte

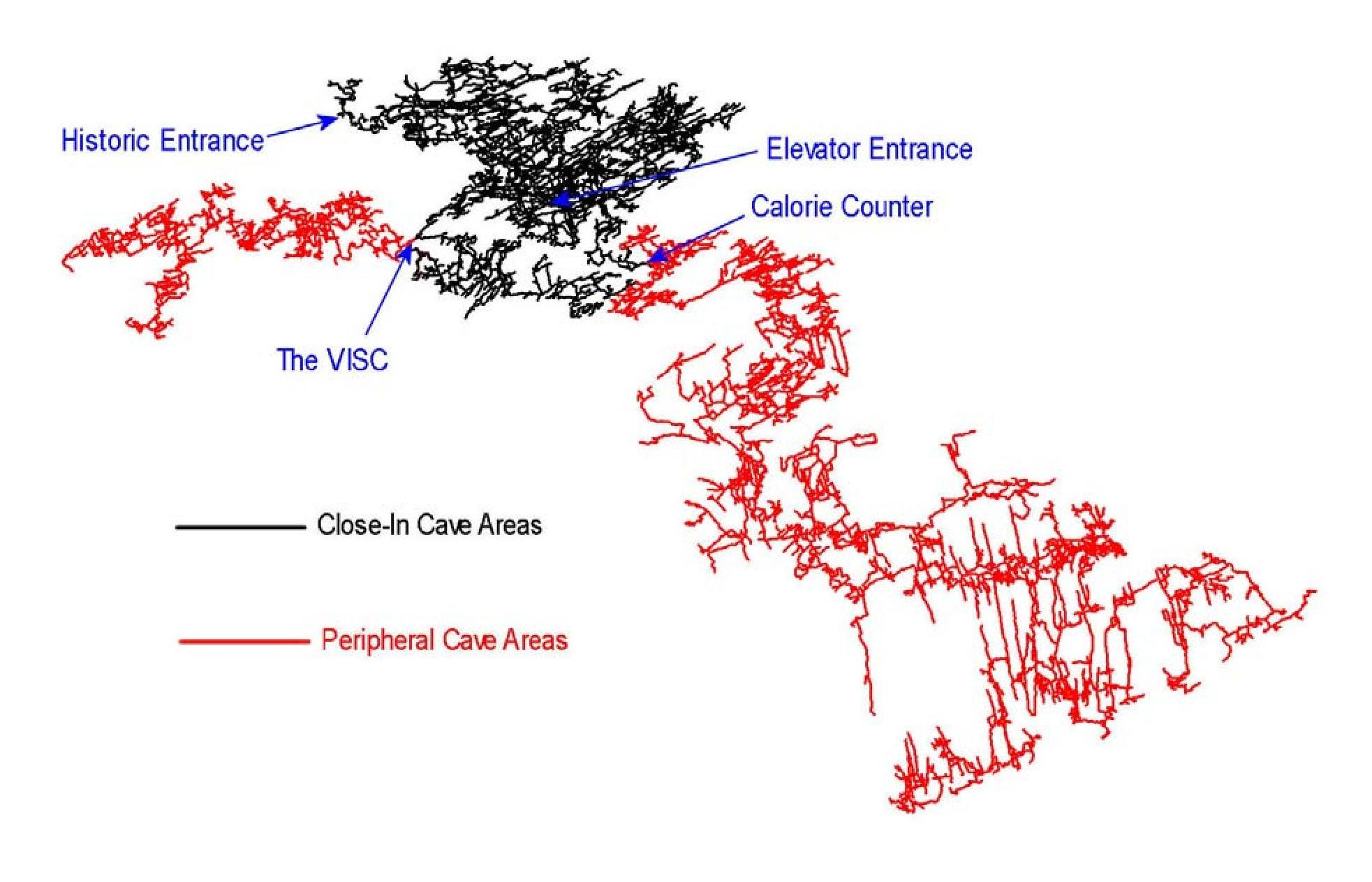
Schematische Karte mit dem historischen Eingang und dem modernen Einstieg durch den Aufzug

Frank und Albert Michaud entdeckten die Höhle 1900, als sie einen kühlen Luftzug aus einer Felsspalte in einem Tal feststellten. Warum früher niemand diese Felsöffnung entdeckte, ist unklar.
Nachdem der Höhleneingang mit einer Sprengung erweitert wurde, fanden die Michaud-Brüder die Höhle mit Calcit-Kristallen an den Wänden. Daher der Name Juwelenhöhle. Die Brüder versuchten, die Höhle zu kommerzialisieren, indem sie den Eingang verbreiterten, Wege im Innern anlegten und versuchten, Touristen anzulocken. Das Projekt scheiterte zwar, dennoch gelangte die Kunde von der Höhle nach Washington, D.C. Präsident Theodore Roosevelt gab der Jewel Cave am 7. Februar 1908 den Status eines National Monument.  Der National Park Service übernahm die Verwaltung 1933 und führte ab 1939 Höhlentouren an.
Bis ca. 1959 waren weniger als zwei Meilen der Höhlenwege bekannt. Erst dann begannen Herb und Jan Conn, zwei Bergsteiger aus der Gegend, die Erkundung und konnten innerhalb von zwei Jahren 24 km (15 Meilen) kartografieren. Einige der neuen Entdeckungen lagen allerdings außerhalb der Grenzen des National Monument, im Bereich des National Forest. 1965 wurden dann diese Teile in das National Monument aufgenommen. Die Parkverwaltung hat einen 100 m tiefen Aufzug und verschiedene Wege, Metallstufen und Plattformen eingebaut, die den Besuch der Höhle erleichtern.
Im August 2000 hat ein 340 km² großer Waldbrand an der Oberfläche 90 % des Monumentes geschädigt. Das Visitor Center und einige historische Gebäude blieben verschont.

## Erkundung
Bis 1979 hatten Herb und Jan Conn 100 km Wege in der Höhle erkundet und benannt. Seit Erkundungen im Jahr 2010 galt die Jewel Cave die fünftgrößte Höhle der Welt nach der Mammoth Cave in Kentucky, Sistema Ox Bel Ha, Shuanghedong, und Sistema Sac Actun. Untersuchungen der Luftströmungen lassen annehmen, dass die bisher entdeckten Teile nur einen kleinen Teil des Höhlensystems umfassen. Weitere Erkundungen durch freiwillige Höhlenforscher dauern inzwischen mehrere Tage, da die Grenzen des erforschten Gebietes weit von den Eingängen entfernt liegen.

## Besuch
Die Jewel Cave ist ganzjährig geöffnet. Der National Park Service bietet drei geführte Touren an: die Scenic Tour, die 1 Stunde und 20 Minuten über befestigte Wege (elektrisches Licht) und 723 Stufen führt; die Lantern Tour, die ca. 1 Stunde 45 Minuten mit Laternen in den anfangs entdeckten Teil führt und die Spelunking Tour, bei der man mit Helmen und Helmlampen in nicht ausgebaute Teile der Höhle vorstößt und dabei auch durch enge Durchlässe kriechen muss.